# Symplocos chimantensis
Symplocos chimantensis är en tvåhjärtbladig växtart som beskrevs av Julian Alfred Steyermark och Maguire. Symplocos chimantensis ingår i släktet Symplocos och familjen Symplocaceae. Inga underarter finns listade i Catalogue of Life.